# مو ژودی-لامور
مو ژودی-لامور (فرانسوی: Moe Jeudy-Lamour‎) بازیگر، بدل‌کار و صداپیشه اهل کانادا است. او تباری هائیتیایی دارد و همچون یک یهودی ارتدوکس در مونترال بزرگ شد. وی نقش «ون دام» (دروازه‌بان تیم) را در سریال تد لاسو ایفا نموده‌است.